# Ageas
Ageas (Euronext: AGS), Fortis hasta finales de abril de 2010, es un grupo asegurador belga.
Bajo el impulso de Maurice Lippens, nace el grupo Fortis en 1990 mediante la fusión de AMEV, una aseguradora holandesa, VSB Groep, un grupo bancario holandés, y Groupe AG, una aseguradora belga. Fortis ha ido creciendo mediante adquisiciones sucesivas de sociedades aseguradoras y bancos hasta convertirse en un actor esencial en banca y seguros en su base geográfica (el Benelux).
En 2005, después de la designación de Jean-Paul Votron como director ejecutivo, el grupo emprende una política de internacionalización voluntarista con un objetivo doble: aumentar el beneficio por acción en un 10% anual de media en el periodo 2005-2009, y alcanzar el 30% en 2009 de los beneficios obtenidos fuera del Benelux (15 % en 2004).
En 2007, Fortis forma con el Royal Bank of Scotland Group y el Banco Santander un consorcio para lanzar una oferta pública de adquisición sobre ABN AMRO y desmantelar este banco mediante la partición de sus activos entre los miembros del consorcio. A partir de finales de 2007, las crisis de las subprime, y las perturbaciones del mercado, ponen a Fortis en dificultades cada vez mayores que conducen a su desmantelamiento entre octubre de 2008 y mayo de 2009: los activos de la sociedad son repartidos esencialmente entre el gobierno de los Países Bajos y el banco francés BNP Paribas, habiendo obtenido igualmente este último los derechos sobre la marca «Fortis».
Denominado hasta abril de 2010 con el nombre de Fortis holding para diferenciarlo del Fortis Banque, vendido a BNP Paribas, el grupo asegurador es renombrado Ageas en abril de 2010, a fin de distinguirlo progresivamente de BNP Paribas Fortis. Ageas conserva el derecho de utilizar el nombre comercial «Fortis» durante dos años.

## Historia
Fortis nace en 1990 de la integración de las compañías aseguradoras AMEV (Países Bajos), AG Group (Bélgica) y la banca VSB (Países Bajos).
En el curso de la década de 1990, el grupo realiza la adquisición del banco asegurador Belga CGER (acrónimo de Caisse Générale d'Épargne et de Retraite) entre 1993 (50 %) y 1997 (100 %), del Crédit à l'Industrie en 1995, de MeesPierson en 1997 y de la Générale de Banque en 1999.
En 1999, las empresas del grupo son fusionadas en dos polos (banca y seguros) estructurados a partes iguales por dos holdings, uno belga y otro holandés cotizados separadamente.
A fin de finalizar operacionalmente las distintas fusiones y de paliar las lentitudes generadas por su estructura bicéfala, Fortis nombra su primer director ejecutivo, Anton van Rossum, en 2000. Bajo su impulso, las distintas actividades adquiridas son integradas dentro del grupo. A fin de paliar los problemas de liquidez provocados por esta estructura bicéfala, el grupo crea en 2001 la acción Fortis, un título sintético que une una acción holandesa y una acción belga. Las acciones de Fortis son entonces listadas en la bolsa de Ámsterdam y de Bruselas.
En 2005, Anton van Rossum es reemplazado por Jean-Paul Votron. El nuevo director ejecutivo hereda un grupo integrado y decide de emprender una política de internacionalización voluntarista con el doble objetivo de aumentar el beneficio por acción de media en un 10% anual entre 2005-2009, y alcanzar una cuota del 30% en 2009 del beneficio generado fuera del Benelux (15 % en 2004).
Se encuentra entonces en su punto álgido: 23.er grupo financiero mundial en activos, y una posición dominante en los mercados belga y luxemburgués.
En 2007, Fortis forma con el Royal Bank of Scotland Group y el Banco Santander un consorcio para lanzar una OPA sobre el banco holandés ABN AMRO y desmantelarlo mediante la partición de sus activos entre los miembros del consorcio. Después de realizar una contraoferta tras el acuerdo entre ABN Amro y Barclays, la adquisición es finalizada en septiembre de 2007, y Fortis lanza un aumento de capital de 13.200 millones de euros con el fin de financiar parcialmente esta adquisición de asciende a €24.000 millones.
En noviembre de 2007, el grupo asegurador chino Ping An anuncia una toma de una participación dentro del accionariado del grupo de alrededor del 4%.
Sin embargo, a partir de finales de 2007, la crisis de las subprime y las perturbaciones de los mercados provocan la puesta en cuestión de la capacidad de Fortis para financiar la adquisición de ABN Amro. La acción que sobrepasaba los 30 euros en abril de 2007 tiene un valor de 18 euros en noviembre, sobre la base de la interrogación del mercado sobre la solvencia y liquidez del grupo.
En junio de 2008, cuando la acción tiene un valor de 12,50 euros la unidad, Fortis anuncia y nuevo aumento de capital de 1.500 millones reservado a inversores institucionales, la supresión del dividendo a cuenta tradicionalmente pagado en septiembre de cada año y el probable pago de un dividendo en forma de acciones en 2009.
Estas decisiones provocan un escándalo, y en tanto que el precio de la acción baja por debajo de los 10 euros, Jean-Paul Votron es reemplazado por Herman Verwilst, un veterano del grupo con el objetivo de recuperar la confianza.
En septiembre de 2008, los efectos de la crisis de las subprime se acentúan, al igual de las quiebras bancarias. La posición de liquidez del grupo se convierte en crítica y la acción continúan hundiéndose, hasta que el 26 de septiembre la acción se hunde un 21%, hasta 5,20 euros, en un día. Filip Dierckx sucede entonces a Herman Verwilst, y Maurice Lippens, presidente del consejo de administración del Banco Fortis dimite, aunque el grupo está en gran peligro debido a que el mercado de préstamos interbancarios le está cerrado por la falta de confianza.
Durante el fin de semana del 27 al 28 de septiembre, los estados holandés y luxemburgués adquieren cada uno el 49% de Fortis Bank Nederland y Fortis Banque Luxembourg, cuando el estado belga adquiere el 49% de Fortis Banque Belgique (actividades bancarias en Bélgica y compañía matriz de las filiales extranjeras, incluidas la holandesa y luxemburguesa), po un total de €11.200 millones. Entre las condiciones del plan de rescate, se impone la venta de la parte de Fortis en ABN Amro, que supone debe aportar unos €10.000 millones. En este escenario, Fortis utilizará los fondos producidos por la venta de ABN para recomprar las partes cedidas a los estados, el resultado perseguido es sanear el grupo y devolverlo a las "fronteras" anteriores a la aventura del ABN. El estado holandés no respecta finalmente su compromiso.
Los problemas no se resuelven, y después del desistimiento del grupo ING por el banco ABN, el gobierno holandés de Balkenende impone, el 3 de octubre, que Fortis venda al estado la totalidad de sus actividades en los Países Bajos, esto es ABN Amro pero también Fortis Bank Nederland y Fortis Insurance Nederland, por 16.800 millones de euros. El domingo 5 de octubre, el desmantelamiento de Fortis finaliza con la compra, por BNP Paribas, de las actividades bancarias y aseguradoras esenciales en Bélgica y Luxemburgo.
El Estado holandés realizó la fusión de Fortis Bank Nederland con ABN Amro. Fortis Insurance Nederland fue renombrada ASR Nederland, recuperando el nombre de una compañía de seguros adquirida por Fortis en el año 2000. Fortis Corporate Insurance fue vendida en 2009 a la aseguradora británica Amlin.
Para evitar una sobreventa de las acciones de Fortis, los títulos son suspendidos de la bolsa entre el 4 de octubre (incluido) y el 14 de octubre (día de la retoma de la cotización). Cuando la acción reprende la cotización, el anuncio de su desmantelamiento hace caer la cotización de la acción un 77% en un solo día. La acción que costaba 5,41 euros en la clausura del 3 de octubre, pasó a 1,21 euros en la clausura del 14 de octubre. La sangría bancaria continúa durante las siguientes semanas, y el 21 de noviembre de 2008, la acción de Fortis valía 0,57 euros durante la clausura.
Los 28 y 29 de abril de 2010, en las sedes de Bruselas y Utrecht, los accionistas votaron por más de un 93% y 97% el cambio de nombre de Fortis Holding a Ageas.

### Fortisgate
Fortis es entonces una sociedad que contiene algunos activos dispersos, como Fortis Insurance International. Mientras que la Comisión bancaria, financiera y aseguradora suspende la cotización de la acción hasta que sean conocidos los detalles de la operación, los accionistas emprenden diversas acciones para defender sus intereses, a la vez contra la sociedad, los administradores, y los gobiernos concernientes. Desestimado en primera instancia, el procedimiento de apelación favorable a los accionistas, conduce a la dimisión el 19 de diciembre de 2008 del gobierno belga de Leterme después de una supuesta inmisión del ejecutivo en el curso de la justicia. El 11 de febrero de 2009, la asamblea general de accionistas de Fortis votó, en Bruselas, contra la venta a BNP Paribas por un 50,27 % y en un 57 % contra la nacionalización por el estado holandés de los servicios bancarios y aseguradores de Fortis Bank Nederland.

### Desmantelamiento parcial
Después de meses de procedimientos en diversas las direcciones, las asambleas generales de accionistas aprueban, el 28 y 29 de abril de 2009, todas las transacciones, incluida la venta de los activos bancarios a BNP Paribas. Entre tanto, el estado belga, BNP Paribas y Fortis modifican ciertas modificaciones de las transacciones que permiten a Fortis mantener también una actividad de seguros en Bélgica.
Después de la transacción, las actividades de Fortis Holding son las siguientes:
- Fortis Insurance Belgium a través de AG Insurance (antiguamente Fortis AG);
- Fortis Insurance International (Reino Unido, Francia, Hong Kong, Luxemburgo (No-Vida), Alemania, Turquía, Rusia, Ucrania y las empresas compartidas en Luxemburgo (Vdia), Portugal, China, Malasia, India y Tailandia);
- activos y pasivos financieros de diferentes instrumentos de financiación.

Fortis Holding conserva el derecho a utilizar el nombre Fortis, recomprado por BNP Paribas, durante dos años. En este tiempo, un contrato de distribución de productos de seguros de vida liga Fortis Holding y Fortis Banque hasta 2020.

## En 2010
En 2010, Ageas es en la actualidad un grupo asegurador belga de envergadura internacional. Está constituido por AG Insurance, Ageas Insurance International, AG Real Estate y de una participación en Royal Park Investments. Es eslogan de Ageas es: Your partner in Insurance - Vuestro socio asegurador.

### Las filiales en el mundo
- Bélgica: AG Insurance (75%), AG Real Estate (100%), Royal Park Investments (45%)
- Luxemburgo: Ageas Luxembourg-Vie (50%)
- Reino Unido: Ageas UK (100%)
- Francia: Ageas France (100%)
- Alemania: Ageas Deutschland (100%)
- Portugal: MilleniumBcp Ageas (51%)
- Italia: UBI Banca Assurances (51%) y otro accionariado (25%)
- Hong Kong : Ageas Life Insurance Company (100%)
- China: empresa conjunta vida vie (24%)
- Tailandia: Muang Thaï Insurance (31% en vida y 12% en no-vida)
- Malasia: empresa conjunta en vida y no-vida (30,95%)
- India: empresa conjunta en vida (26%)

### Consejo de administración

#### Miembros[14]
- Jozef De Mey (Presidente)
- Guy de Selliers de Moranville (Vicepresidente)
- Bart De Smet (director ejecutivo)
- Frank Arts
- Ronny Bruckner
- Shaoliang Jin
- Bridget McIntyre
- Roel Nieuwdorp
- Lionel Perl
- Belén Romana
- Jan Zegering Hadders

### Datos financieros
- Accionistas principales:

(2005) : Flotante 72,3 %; Fondation VSB 5,7 %; Deutsche Bank 2,0 %; Ping An Insurance (Group) Company of China 4,18 %.
| Años                                         | 2004  | 2005   | 2006   |
| -------------------------------------------- | ----- | ------ | ------ |
| Número de acciones cotizadas en millones     | 1,298 | 1,301  | 1,301  |
| Capitalización bursátil en millones de euros |       | 26,500 | 35,000 |